# Garland Jeffreys
Garland Jeffreys (Brooklyn, 29 giugno 1943) è un cantautore, musicista e produttore discografico statunitense.
Cresciuto a Sheepshead Bay e di origine per metà afroamericana e metà portoricana, nella sua lunga carriera ha interpretato vari generi musicali, dal rock al soul al reggae e al blues.

## Biografia
Si laureò in storia dell'arte all'Università di Syracuse, dove incontrò Lou Reed, allora non ancora nei Velvet Underground. Nel 1966 cominciò a suonare in alcuni night club di Manhattan spesso indossando maschere nere o utilizzando una bambola di pezza chiamata Ramon durante le performance.
Tre anni dopo collaborò con John Cale nell'album d'esordio Vintage Violence suonando la chitarra e con la scrittura del brano Fairweather Friend. Sempre nel 1969 formò con alcuni musicisti dell'area attorno a Woodstock i Grinder's Switch, gruppo effimero con alle spalle solo un album prodotto da Lew Merenstein per la Vanguard Records dissoltosi già l'anno successivo.
Il 1973 avvenne l'esordio da solista con l'album eponimo per l'Atlantic Records. Seguì poi la pubblicazione del singolo Wild in the Streets, ispirato ad un caso di violenza sessuale con assassinio di un preadolescente avvenuto nel Bronx. Alla realizzazione del brano contribuì Dr. John negli arrangiamenti e che suonò il clavinet con il gruppo di supporto che era composto da David Spinozza alla chitarra, Rick Marotta alla batteria, i Brecker Brothers ai fiati e David Peel ai cori.
Nei mesi successivi il brano ricevette un buon airplay radiofonico diventando con il tempo uno dei brani più apprezzati dell'artista. Divenne inoltre una specie di inno non ufficiale per la comunità degli skater e fu oggetto di cover da parte di vari artisti tra cui:
- The Circle Jerks, nell'album Wild in the Streets
- Chris Spedding, nell'album Hurt
- British Lions, nell'album omonimo
- Hot Water Music, nell'album Til the Wheels Fall Off
- Hurriganes, su Fortissimo

Dopo quattro anni, registrò il secondo lavoro, maggiormente autobiografico, Ghost Writer per la A&M Records dove incluse Wild in the Streets. Tra il 1978 ed il 1983 pubblicò una serie di cinque album. Tra questi il successo fu il singolo Matador del 1979 che raggiunse la top 5 in vari paesi. Nell'ultimo album Guts for Love il tema centrale è la sfida della fedeltà e della monogamia.
Dopo una lunga pausa in cui fece ricerche e studi tornò nel 1992 con Don't Call Me Buckwheat, dedicato alla complessità razziale negli Stati Uniti. Il titolo dell'album rimanda ad un fatto accaduto allo Shea Stadium dove l'artista fu chiamato da uno spettatore "Hey buckwheat, sit down!". L'epiteto "grano saraceno", usato dalle persone di colore per apostrofare in modo spregiativo gli individui dalla pelle più chiara, fece da ispirazione anche altri brani I Was Afraid of Malcolm e Racial Repertoire oltre alla title track dell'album. Il singolo Hail Hail Rock 'n' Roll (RCA PB49171), raggiunse il #72 nella Official Singles Chart.
Nel 2003 apparve nel documentario The Soul of a Man, diretto da Wim Wenders nella quarta sezione, The Blues prodotto da Martin Scorsese. Il 28 maggio 2012 al Pinkpop Festival di Landgraaf, Paesi Bassi, si unì sul palco a Bruce Springsteen and The E Street Band per l'interpretazione del famoso hit di Question Mark & the Mysterians del 1966, 96 Tears, che Jeffreys aveva inserito una propria versione nell'album Escape Artist del 1980. Nel settembre 2013 ha pubblicato il singolo Any Rain tratto dall'album Truth Serum edito da LunaPark/Thirty Tigers.

## Discografia

### Album in studio
- 1970 - Grinder's Switch Featuring Garland Jeffreys (Vanguard Records)
- 1973 - Garland Jeffreys (Atlantic Records)
- 1977 - Ghost Writer (A&M Records)
- 1978 - One-Eyed Jack (A&M Records)
- 1979 - American Boy & Girl (A&M Records)
- 1981 - Escape Artist (Epic Records)
- 1981 - Rock & Roll Adult (Epic Records)
- 1982 - Guts for Love (Epic Records)
- 1991 - Don't Call Me Buckwheat (RCA Records)
- 1992 - Matador and More... (A&M Records) Raccolta
- 1997 - Wildlife Dictionary (BMG Records)
- 2002 - Wild in the Streets (Best of 1977-1983) (Raven Records) Raccolta
- 2004 - Live Hot Point (Last Call Records) Live, con Elliott Murphy e Chris Spedding
- 2006 - I'm Alive (Universal Music Group International Records) Raccolta
- 2011 - The King of in Between (Big Lake Records)
- 2013 - Truth Serum (Thirty Tigers Records)
- 2017 - 14 Steps to Harlem